# Peter Naumann
Peter Naumann (Hamburgo, 12 de outubro de 1941 — 11 de fevereiro de 2024) foi um velejador alemão, medalhista olímpico. Ele competiu nos Jogos Olímpicos de Verão de 1968 na classe Flying Dutchman e conquistou a medalha de prata, ao lado de Ullrich Libor. Quatro anos depois, nos Jogos Olímpicos de Verão de 1972, os dois conseguiram o bronze nesta mesma classe.
Naumann começou a velejar pelo Hamburg Sailing Club em 1952 e, a partir de 1959, atuou como previsor na classe Flying Dutchman. Por seus sucessos esportivos, ele foi premiado com a Silver Laurel Leaf em 27 de novembro de 1968.